# 写真付き切手
写真付き切手（しゃしんつききって）は、切手の下のタブ部分に自分の好きな写真を入れることができる切手である。日本では2001年の日本国際切手展での試験販売を経て、2003年4月にスタートし、2007年3月30日に販売を終了した。愛称はPスタンプとされた。その後、内側の余白部分に写真を入れられるフレーム切手が発売されている。

## 日本の写真付き切手

### デモンストレーション用
4面連刷シート。専用の販売機で写真を撮って作成するタイプで、2003年4月から2004年3月にかけて東京都内の8カ所の会場（ていぱーく、東京中央郵便局、椿山荘など）で販売された「会場版」と、2003年7月から2005年9月にかけて全国各地のイベント会場（浜名湖花博、愛・地球博など）などで期間限定で販売された「会期・会場限定版」があった。それぞれにシート地の図版や切手用紙（のり式・シール式）の別による違いがあり、多くの種類に分類される。
2003年6月から2004年3月の間、新宿郵便局では持込写真によって作成するサービスも行われた。このサービスは、竹島図案のデザインが持ち込まれトラブルが発生している。

### 通信販売用
10面連刷シート。専用申込書に写真を添付して郵便局の窓口に申し込むタイプで、2003年6月から、2007年3月30日（受付分）まで販売された。切手用紙は、当初はのり式のみだったが、後にシール式も4種類（ほのか、すまいる、花、金銀）用意された。
個人向けとしてシート地が決まっている「スタンダード版」と、法人向けとして条件付きでシート地も変更できる「オリジナル版」とに大別される。「オリジナル版」は、2003年9月に発行された阪神タイガース優勝記念が、その第1号である。その後、清原和博2000本安打達成、イチロー大リーグ262安打達成、ディープインパクト3冠達成などメモリアル切手、鉄腕アトム、仮面ライダーなどアニメ切手、ムーミン、ハローキティなどキャラクター切手、映画・芸能・音楽・スポーツなど企業による切手、地方自治体による切手など多数発行され、新しいコレクターズ・アイテムとしてマスメディアからも注目を集めた。

### 写真付きお年玉付年賀切手
お年玉付年賀切手と写真付き切手を組み合わせたタイプで、1シートに50円切手が50組収められており2006年11月1日に発行された。のり式で10万シートの限定販売である。

## 世界の写真付き切手
1999年3月にオーストラリア・メルボルンで開催された<メルボルン世界切手展>会場において、デジタルカメラで個人の写真を撮影し切手のタブ（切手シートの中で切手を印刷していない部分）に印刷したのが世界最初の写真付き切手（Pスタンプ＝パーソナル・スタンプ）である。
2000年4月にカナダから発行された写真付き切手は額縁型で切手の中央が白色になっており、そこに個人に写真ラベルを貼るタイプのもので、期間限定でサービスキャンペーンが実施された。2003年5月にはフィンランドが切手の中のデザインを自由に配置することができるタイプの写真付き切手をカスタマイズド・スタンプという名称で企業向けサービスとして発行した。
それ以降、世界各国の郵政は次々と工夫を凝らして様々な写真付き切手を発行している。20世紀にはオーストラリア、インドネシア、スイス、シンガポール、タイ、カナダ、イギリス、アイルランド、南アフリカ、フィンランド、フランスで発行された。21世紀に入ると、中国香港、韓国、ニュージーランド、ベルギーなどでも発行され、日本でも2001年8月に東京国際展示場で開催された<日本国際切手展2001>会場において期間限定の試行販売が実施された。